# A barokk kor magyar irodalma
A barokk korszakban a szépirodalomban mindinkább túlsúlyba kerültek a magyar nyelvű művek a latin nyelvűekkel szemben. A latin nyelven író szerzőket dőlt betűvel jelöljük.

## A barokk irodalom kezdetei (17. századelső fele)
- Pázmány Péter (1570–1637)

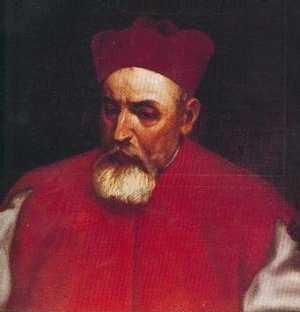
Pázmány Péter

- Barokk egyházi próza: "A katolikus ellenreformáció nagy erőket vetett az irodalmi harc területére, s Pázmány mellett a magyar jezsuiták első nemzedékének többi tagja, valamint az ő szellemükben dolgozó nem egy világi pap is, buzgó írói tevékenységet folytatott. Céljuk mindig gyakorlati volt: a katolikus dogma védelme és propagálása; műveik az egyház mindennapi életének, küzdelmeinek szolgálatában állottak. Ennek érdekében – Pázmányhoz hasonlóan – főként a prózai műfajokat (vitairat, prédikáció, ájtatossági könyv) művelték, s ezeknek többféle változatát, típusát alakították ki, fejlesztették művészi színvonalra". (MIT II.)
- első jezsuita írónemzedék
  - Veresmarti Mihály (1572–1634) fő műve, a Megtérése históriája, melyben leírja, milyen vívódásokkal jutott protestáns hitről katolikussá a barokk széppróza egyik első jelentős alkotása.
  - barokk széppróza kezdetei: Lépes Bálint, Hajnal Mátyás (1578–1614)
- A barokk költészet kezdetei
  - Nyéki Vörös Mátyás (1575–1654)
  - verses dráma: Comico tragoedia
  - katolikus egyházi ének felvirágzása

## A barokk irodalom fénykora (17. századmásodik fele)
- Főnemesi udvari irodalom
  - Zrínyi Miklós (1620–1664)
  - Gyöngyösi István (1629–1704)
  - udvari költészet

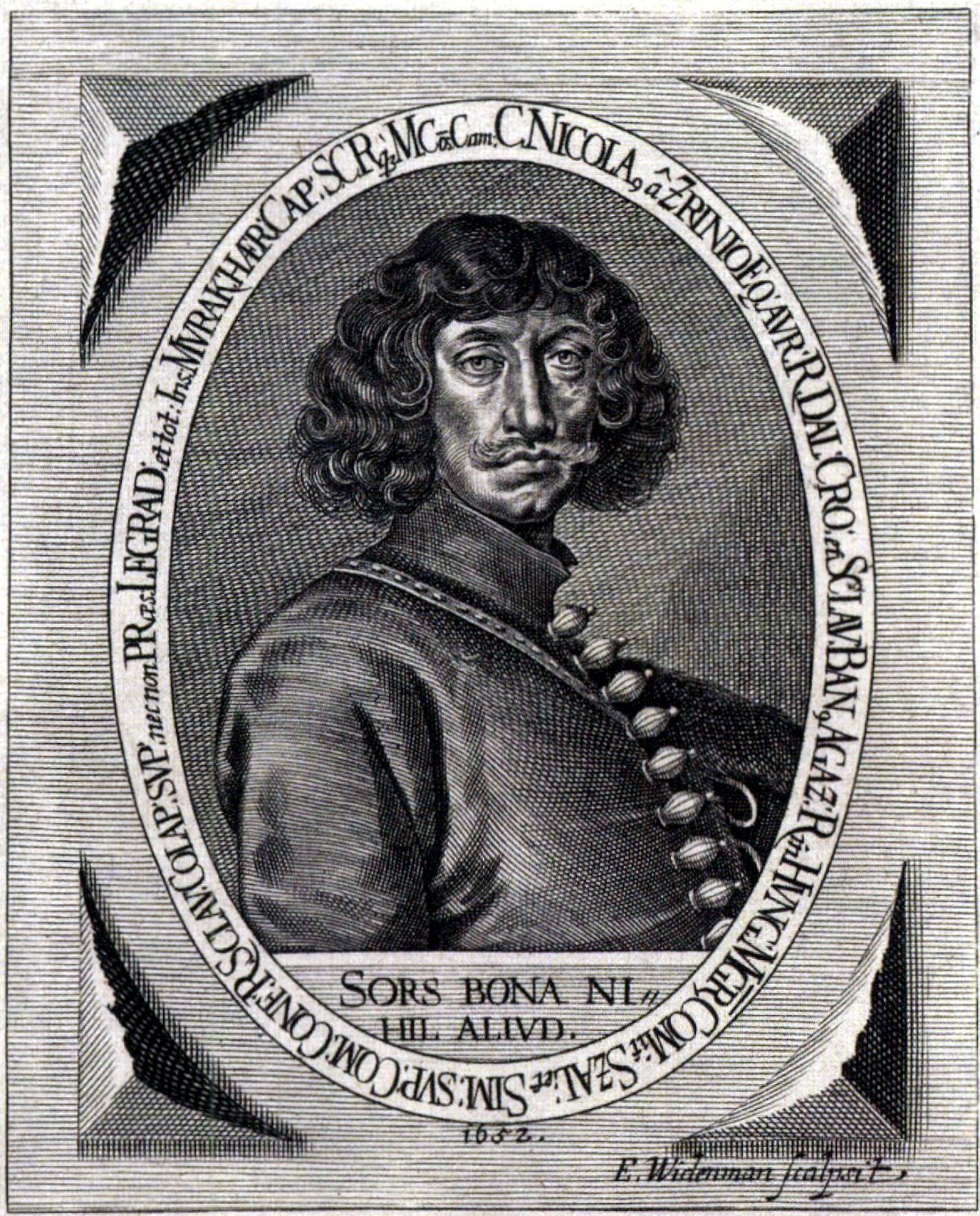
Gróf Zrínyi Miklós, a költő és hadvezér

    - Beniczky Péter, gróf Balassa Bálint, Liszti László, Esterházy Pál, Koháry István, Kőszeghy Pál
    - verses dráma: Ismeretlen szerző: Florentina
    - Ismeretlen szerző: Rákóczi eposz
    - udvari költészet kiterjedése: Pázmány Miklós, Barakonyi Ferenc, Rákóczi Erzsébet, Esterházy Magdolna, Bercsényiné Csáky Krisztina, Zrínyi Péter, Frangepán Ferenc, Beniczky Péter

  - történeti próza
    - humanista örökség: Bethlen János, Bethlen Farkas, Szalárdi János
    - Kemény János
    - önéletírási kísérletek: Kornis Gáspár, Thököly Imre

  - udvari jellegű egyházi irodalom
    - jezsuita iskoladráma: Belleczi Péter, Csákányi Péter, Berzeviczy Henrik
    - kegyességi művek: Malomfalvay Gergely, Kéri Sámuel
    - hitvitázó irodalom: Sámbár Mátyás, Kiss Imre, Czeglédi István, Matkó István, Pósaházi János
    - udvari prédikáció: Tofeus Mihály, Nagyari József
- Polgári szellemi mozgalmak
  - latin nyelvű filozófiai irodalom
    - enciklopédizmus és pánszofizmus: Johann Heinrich Alsted, Johann Heinrich Bisterfeld, Comenius
    - eperjesi filozófusok: Bayer János, Czabán Izsák
    - karteziánusok: Apáczai Csere János, Szilágyi Tönkő Bálint, Apáti Miklós, Szathmári Pap János, Régeni Mihály, Pósaházi János

  - puritánus vallásos próza:
    - Medgyesi Pál (1604–1663)
    - kegyességi és népnevelő irodalom: Iratosi S. János, Felsőbányai S. Mihály, Bökényi Filep János, Somosi Petkó János, Nánási Lovász István, Mikolai Hegedüs János, Diószegi Bónis János

  - teológiai irodalom: Komáromi Csipkés György, Martonfalvi Tóth György
    - Apáczai Csere János (1625–1659)

  - a világi műveltség népszerűsítői: Misztótfalusi Kis Miklós (1650–1702), Pápai Páriz Ferenc (1649–1716), Felvinczi György
  - protestáns iskoladráma
    - református iskoladráma: Comenius, Eszéki István, Misztótfalusi Kis Miklós, Pápai Páriz Ferenc
    - unitárius iskoladráma
    - evangélikus iskoladráma: Sartoris András, Klesch Dániel, Czabán Izsák, Ladiver Illés, Schwartz János [Szinnyei: (Magister Joannes Schvarcius), ág. ev. püspök, szül. 1641. Eperjes], Rezik János
- A barokk nemesi irodalom kialakulása
  - nemesi és protestáns publicisztika:Vitnyédy István
    - vallásos hazafias buzdító iratok: Nagyszőllősi Mihály, Tolnai Mihály, Lippóci Miklós
    - gályarab-irodalom: Kocsi Csergő Bálint, Otrokocsi Fóris Ferenc

  - kuruc nemesi költészet:
    - verses publicisztika
    - hagyományos verstípusok: Petkó Zsigmond

  - nemes szatíra: paszkvillus és szatirikus dráma
  - prózai elbeszélés: 
    - első regényes elbeszélések
    - Rozsnyai Dávid
    - Haller János
- A népszerű barokk irodalom kezdetei
  - barokk népiesség
  - hagyományos énektípusok:
    - históriás ének: Kőröspataki B. János, Paskó Kristóf
    - vitézi és kesergő líra
    - szerelmi költészet

  - népszerű katolikus szépirodalom:
    - katolikus népének: Kájoni János
    - népies katolikus színjáték

  - szatirikus deák versszerzés
    - humanista műfajok: Gyirva Vencel
    - felfordult világ költészete

## A barokk irodalom második szakasza (18. század)

### A kuruc kor irodalma
A korszak költészete változatos műfajú. Nemcsak a kuruc költészetre, az egész korszakra általában jellemzőek műfajok szerint a szerelmes dalok; a táncdalok, toborzók, katonadalok; az alkalmi dicsőítő, búcsúztató, sirató énekek (latinul is); a csúfolódó énekek; a tréfás-moralizáló énekek, illetve feddőénekek, a buzdító énekek, politikai versek; a gyászénekek, és a bujdosó, vagy búcsúzó énekek.
- Siraloménekek: Csíki ország pusztulásáról, Nagykúnság romlásáról, Szörnyű veszedelem jaj reád szállna, Cantio Tokajiensis, Bánatban esett magyar népnek keserves versei, Bokros jajszó kiáltás, Magyar gyászének Uzonról, A szikszai templomon gyakorlott Istennek ítéleti, Siralmas ének a sömörei harcról, A holdvilági és a feketehalmi harcról, A kolozsvári veszedelemről való história, Péró veszedelme
- Hazafias kesergők és fohászok: Rákóczi-nóta, Rákóczi kesergője, Győzhetetlen én kőszálon, boldogasszony anyánk, Ah hol van magyarok tündöklő csillaga

### Korszerű főúri és nemesi irodalmi törekvések
- Bethlen Miklós (1642–1716)
- Kegyes érzelmes irodalom:
  - kegyességi próza: Huszti István, ifj. Apafi Mihály, id. Bethlen Kata, Révay Erzsébet, Vay Ádámné Zay Anna, Ráday Pál, Forgách Simon (1669–1729)
  - Petrőczy Kata Szidónia vagy báró Petrőczy, gróf Pekry Lőrincné (1662–1708) költőnő, kéziratos verses könyve a Petrőczi Kata Szidónia tulajdon kezével írt énekei.
  - Radvánszky János

### A nemesi rokokó irodalom
- Mikes Kelemen (1690–1761)
- A nemesi költészet: Lázár János, Amade László, Fekete János (1740–1803)
- Faludi Ferenc
- A Késő barokk széppróza:
  - Az elvilágiasodó egyházi és iskolai irodalom
  - Az egyházi tudományosság hanyatlása: A jezsuita történész-iskola, Pray György, Bod Péter munkássága, a historia litteraria felbomlása
  - ismeretterjesztő irodalom: A nemesi történelem népszerűsítése, földrajzi olvasmányok, népszerű természettudományi és gazdasági művek, Molnár János
  - nemesi történelemírás: Kazy Ferenc (1695–1759), Palma Károly Ferenc (1735–1787)

### Deákos rokokó költészet
- Az elégia- és ódaköltészet
- Az epigramma
- A magyar nyelvű deákos költészet kezdetei

### A magyar nyelvű iskoladráma virágzása
- Az iskoladráma elmagyarosodása és elvilágiasodása
- A klasszicizálódó barokk dráma
- lllei János
- A barokk dráma népszerűsödése
- Amade Antal (1676–1737)